# Fecsketirannusz
A fecsketirannusz (Hirundinea ferruginea) a madarak (Aves) osztályának a verébalakúak (Passeriformes) rendjébe és a királygébicsfélék (Tyrannidae) családjába tartozó Hirundinea nem egyetlen faja.

## Rendszerezése
A fajt Johann Friedrich Gmelin német természettudós írta le 1837-ben, a Todus  nembe Todus ferruginea néven.

## Alfajai
- Hirundinea ferruginea bellicosa[2] - egyes besorolásokban önálló faj Hirundinea bellicosa néven[4]
- Hirundinea ferruginea ferruginea
- Hirundinea ferruginea pallidior
- Hirundinea ferruginea sclateri[2]

## Előfordulása
Dél-Amerikában, Brazília, Kolumbia, Ecuador, Francia Guyana, Guyana, Paraguay, Peru, Suriname, Uruguay és Venezuela területén honos. Természetes élőhelyei a szubtrópusi és trópusi síkvidéki és hegyi esőerdők, valamint lombhullató erdők és cserjések. Vonuló faj.

## Megjelenése
Testhossza 19 centiméter.
|  |

## Életmódja
Repülő rovarokkal táplálkozik.

## Szaporodása
Sziklapárkányokra készíti fészkét.

## Természetvédelmi helyzete
Az elterjedési területe rendkívül nagy, egyedszáma ugyan csökken, de még nem éri el a kritikus szintet. A Természetvédelmi Világszövetség Vörös listáján nem fenyegetett fajként szerepel.